# 広島市立大町小学校
広島市立大町小学校（ひろしましりつ おおまちしょうがっこう）は、広島県広島市安佐南区大町西二丁目にある公立小学校。

## 歴史
- 明治8年 - 創立
- 昭和22年 - 大須小学校と改称
- 昭和38年 - 大須小学校と古市小学校の二校が統合し、新和小学校として発足（新和小学校大須教場と呼称）
- 昭和47年 - 新和小学校より分離安佐郡安古市町立大町として開校
- 昭和48年 - 広島市立大町小学校と改称
- 平成10年 - コンピュータルーム設置

## 学区
広島市安佐南区大町、大町西全域

## 進路
卒業生は基本的に広島市立安佐南中学校に進学する。

## 備考
学区内では、住宅団地などが造成中で、児童数が増加中である。